# Bertya glandulosa
Bertya glandulosa är en törelväxtart som beskrevs av G.R. Grüning.
Bertya glandulosa ingår i släktet Bertya och familjen törelväxter. Inga underarter finns listade i Catalogue of Life.